# 連行峰
連行峰（れんぎょうほう）は、東京都西多摩郡檜原村と神奈川県相模原市緑区との境にある標高1,016mの山である。奥多摩山域の南部、生藤山の東に位置する山で、神奈川県立陣馬相模湖自然公園に指定されている。登山道上の道標などでは、連行山（れんぎょうさん）とも表記される。

## 山頂
- 東京都の奥多摩山域の代表的な山の一つで、多摩百山に選ばれている。

## 登山
- JR藤野駅より神奈川中央交通バス「和田」行きにて「和田」バス停下車（14分）、徒歩登り2時間5分・下り1時間40分[1]

## 隣接する山
- 醍醐丸(867m)より徒歩1時間10分[1]
- 生藤山(990m)より徒歩40分[1]

## 周辺の山など
- 和田峠（690m）
- 陣馬山（855m）- 峠にある茶店の裏手に登山道がある。

## 画像

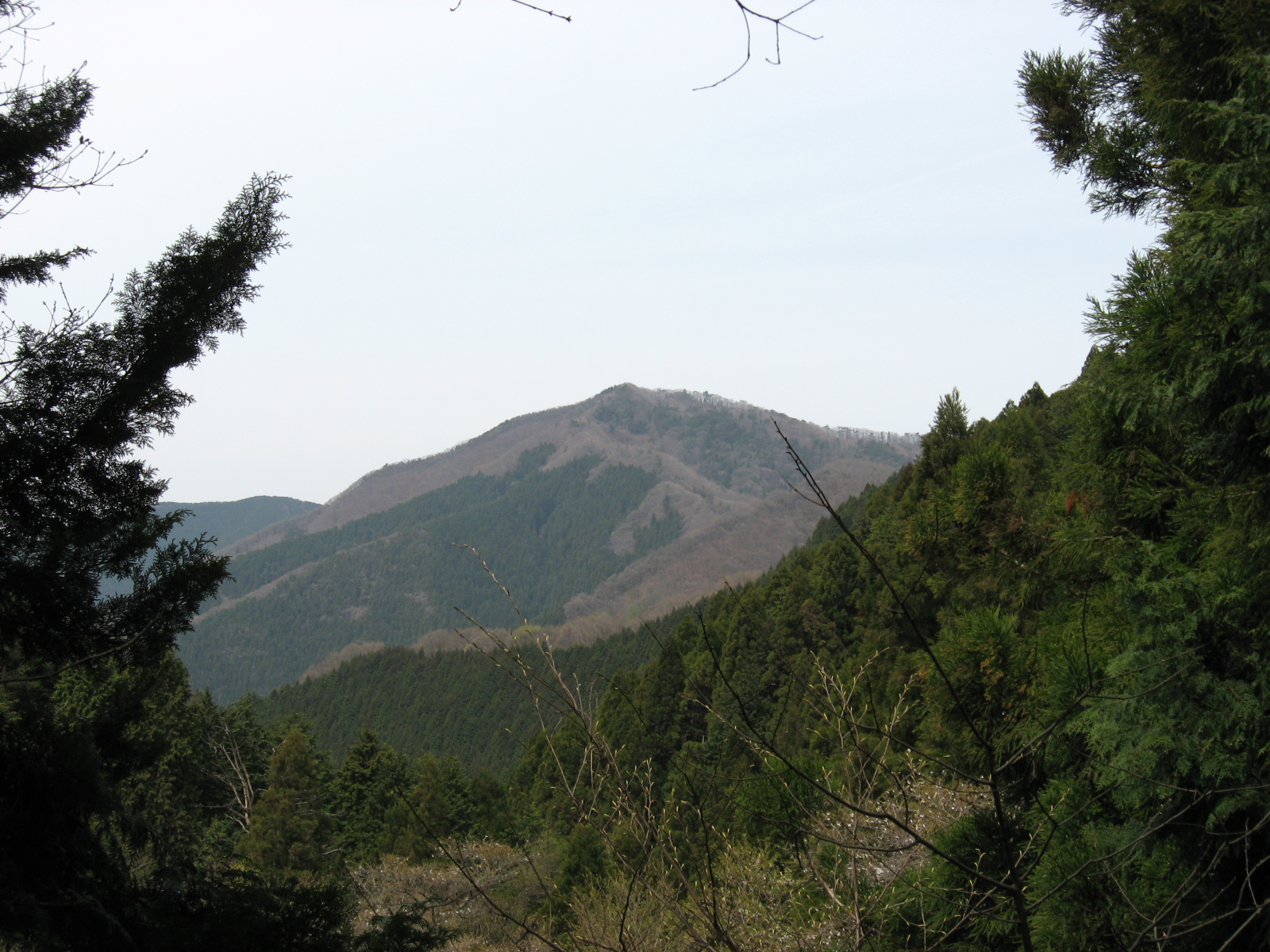
和田峠付近より連行峰

## 参照
1. 1 2 3  山と高原地図 27.高尾・陣馬 2013 昭文社